# Grupa (matematyka)
Grupa – struktura algebraiczna definiowana jako zbiór z określonym na nim łącznym i odwracalnym dwuargumentowym działaniem wewnętrznym; szczególny przypadek monoidu, w którym każdy element ma element odwrotny (zob. Podobne struktury). Dział matematyki badający własności grup nazywa się teorią grup.

## Motywacja
Rys historyczny opisujący motywacje twórców teorii wraz zastosowaniami można znaleźć w artykule dotyczącym teorii grup.
W zbiorze liczb całkowitych {\displaystyle \mathbb {Z} } z ich dodawaniem można wyodrębnić następujące własności:
- {\displaystyle +} jest działaniem dwuargumentowym określonym na {\displaystyle \mathbb {Z} ,} tzn. dla dowolnych {\displaystyle a,b\in \mathbb {Z} } jest {\displaystyle a+b\in \mathbb {Z} ;}
- dla dowolnych {\displaystyle a,b,c\in \mathbb {Z} } zachodzi {\displaystyle (a+b)+c=a+(b+c);}
- liczba całkowita {\displaystyle 0\in \mathbb {Z} } spełnia {\displaystyle a+0=a} dla wszystkich {\displaystyle a\in \mathbb {Z} ;}
- dla każdej liczby {\displaystyle a\in \mathbb {Z} } istnieje przeciwna do niej liczba całkowita {\displaystyle -a,} tzn. taka że {\displaystyle a+(-a)=0.}

Niech {\displaystyle \mathbb {R} _{+}} oznacza zbiór dodatnich liczb rzeczywistych wraz z działaniem mnożenia, które przejawia własności analogiczne do powyższych:
- {\displaystyle \cdot } jest działaniem dwuargumentowym na {\displaystyle \mathbb {R} _{+},} tzn. dla dowolnych {\displaystyle a,b\in \mathbb {R} _{+}} jest {\displaystyle a\cdot b\in \mathbb {R} _{+};}
- dla dowolnych {\displaystyle a,b,c\in \mathbb {R} _{+}} zachodzi {\displaystyle (a\cdot b)\cdot c=a\cdot (b\cdot c);}
- liczba {\displaystyle 1\in \mathbb {R} _{+}} ma własność {\displaystyle a\cdot 1=a} dla wszystkich {\displaystyle a\in \mathbb {R} _{+};}
- dla każdej liczby {\displaystyle a\in \mathbb {R} _{+}} istnieje odwrotna do niej dodatnia liczba rzeczywista {\displaystyle 1/a,} tzn. taka że {\displaystyle a\cdot {\tfrac {1}{a}}=1.}

Rozpatrując zbiór {\displaystyle \mathbb {Z} _{n},} gdzie {\displaystyle n} jest liczbą naturalną, z działaniem dodawania modulo {\displaystyle n} (zob. arytmetyka modularna) okazuje się, że:
- {\displaystyle +} jest działaniem dwuargumentowym na {\displaystyle \mathbb {Z} _{n},} tzn. dla dowolnych {\displaystyle {\overline {a}},{\overline {b}}\in \mathbb {Z} _{n}} jest {\displaystyle {\overline {a}}+{\overline {b}}\in \mathbb {Z} _{n};}
- dla dowolnych {\displaystyle {\overline {a}},{\overline {b}},{\overline {c}}\in \mathbb {Z} _{n}} zachodzi {\displaystyle ({\overline {a}}+{\overline {b}})+{\overline {c}}={\overline {a}}+({\overline {b}}+{\overline {c}});}
- liczba całkowita modulo {\displaystyle n}    {\displaystyle {\overline {0}}\in \mathbb {Z} _{n}} spełnia {\displaystyle {\overline {a}}+{\overline {0}}={\overline {a}}} dla wszystkich {\displaystyle {\overline {a}}\in \mathbb {Z} _{n};}
- dla każdej liczby całkowitej modulo {\displaystyle n}    {\displaystyle {\overline {a}}\in \mathbb {Z} _{n}} istnieje przeciwna do niej liczba całkowita modulo {\displaystyle n}    {\displaystyle {\overline {-a}},} tzn. taka że {\displaystyle {\overline {a}}+({\overline {-a}})={\overline {0}}.}

Niech {\displaystyle X} oznacza niepusty zbiór, zaś {\displaystyle \mathrm {S} _{X}} jest zbiorem wszystkich wzajemnie jednoznacznych przekształceń zbioru {\displaystyle X} na siebie. Rozważając składanie przekształceń z {\displaystyle \mathrm {S} _{X},} można zauważyć, że:
- {\displaystyle \circ } jest działaniem dwuargumentowym na {\displaystyle \mathrm {S} _{X},} ponieważ jeśli {\displaystyle \sigma ,\tau } są wzajemnie jednoznacznymi przekształceniami {\displaystyle X} na siebie, to {\displaystyle \sigma \circ \tau } również;
- dla dowolnych {\displaystyle \sigma ,\tau ,\mu \in \mathrm {S} _{X}} zachodzi {\displaystyle (\sigma \circ \tau )\circ \mu =\sigma \circ (\tau \circ \mu );}
- przekształcenie tożsamościowe {\displaystyle \iota \in \mathrm {S} _{X}} spełnia {\displaystyle \sigma \circ \iota =\sigma } dla wszystkich {\displaystyle \sigma \in \mathrm {S} _{X};}
- dla każdego {\displaystyle \sigma \in \mathrm {S} _{X}} istnieje odwrotne do niego przekształcenie {\displaystyle \sigma ^{-1}\in \mathrm {S} _{X},} tzn. takie że {\displaystyle \sigma \circ \sigma ^{-1}=\iota .}

Wszystkie powyższe przykłady opisują grupy; w każdym przypadku dany jest niepusty zbiór, na którym określono działanie dwuargumentowe o szczególnych własnościach – tak niżej zostaną zdefiniowane grupy. Dlaczego bada się struktury, które spełniają powyższe/poniższe cztery własności, nie zaś inne; z jakiego powodu wybrano właśnie tę kombinację własności, a nie tylko ich część bądź jakąś dodatkową? Nie ma powodu, by wykluczać te, czy inne możliwości – w istocie rozpatruje się inne teorie i wiele ze wspomnianych kombinacji własności ma swoje nazwy (zob. Podobne struktury), jednakże są one dużo mniej ważne niż struktury spełniające wyróżnione cztery własności.
Teoria matematyczna, aby mogła być uznana za ważną, musi być dostatecznie ogólna, a zarazem mieć znaczenie informatywne. Teoria, której postulaty są w wielu przypadkach zbyt ograniczające, okaże się nieistotna w obszarach, w których nie sposób je zapewnić, co ostatecznie przełoży się na ograniczone nią zainteresowanie. Interesujące teorie są ogólne, jednakże ogólność ma cenę: treść. Umożliwiając spełnienie aksjomatów teorii w różnych obszarach i wielu kontekstach, należy zdawać sobie sprawę, że teoria dotyczyć będzie tylko tego, co jest w nich wspólne – może się wtedy okazać, że nie ma takich rzeczy. Istnieje więc niebezpieczeństwo, że teoria będzie się sprowadzać do listy nieciekawych parafraz postulatów pozbawionych głębi. Nakładanie ograniczeń zmniejsza zakres użycia i zainteresowanie teorią, znoszenie ograniczeń prowadzi do pustej teorii. Wyważenie między ogólnością a treścią jest trudnym zagadnieniem, a teoria grup jest jedną z tych, w których udało się osiągnąć równowagę – dzięki temu znajduje ona zastosowanie w matematyce czystej i stosowanej, fizyce teoretycznej oraz innych naukach przyrodniczych (zob. teoria grup). Ponadto pełna jest ona głębokich, interesujących i pięknych wyników. To właśnie wskazuje na to, że wybór czterech własności przedstawionych w definicji można uważać za rozsądny; zastosowania podobnych struktur nie okazały się tak owocne, jak grup.

## Definicja
Zbiór {\displaystyle G} z (dobrze) określonym na nim dwuargumentowym działaniem {\displaystyle \circ ,} nazywa się grupą, jeżeli ma on następujące własności (spełnia poniższe aksjomaty):
- Wewnętrzność: dla dowolnych elementów {\displaystyle a,b} ze zbioru {\displaystyle G} ich wynik {\displaystyle a\circ b} również należy do zbioru {\displaystyle G;} mówi się wtedy, że zbiór {\displaystyle G} jest zamknięty ze względu na {\displaystyle \circ .}
- Łączność: dla wszystkich {\displaystyle a,b,c} należących do {\displaystyle G} musi zachodzić {\displaystyle (a\circ b)\circ c=a\circ (b\circ c).}
- Element neutralny: istnieje element {\displaystyle e} w zbiorze {\displaystyle G} spełniający dla dowolnego elementu {\displaystyle a} z tego zbioru warunek {\displaystyle a\circ e=a.}
- Odwracalność: dla każdego {\displaystyle a\in G} musi istnieć {\displaystyle x\in G,} dla których {\displaystyle a\circ x=e.}

Grupa to para uporządkowana {\displaystyle (G,\circ ),} a więc zbiór {\displaystyle G,} nazywany nośnikiem, z działaniem {\displaystyle \circ }. Dlatego grupy {\displaystyle (G,\circ )} oraz {\displaystyle (H,\star )} są równe, o ile {\displaystyle G=H} oraz {\displaystyle \circ =\star } jako funkcje (relacje) na tym zbiorze; na zbiorze {\displaystyle G} mogą istnieć dwa różne działania {\displaystyle \circ } oraz {\displaystyle \star ,} ze względu na które {\displaystyle G} będzie tworzyć grupę, wtedy {\displaystyle (G,\circ )} oraz {\displaystyle (G,\star )} są różnymi grupami.

## Charakteryzacje
Wprost z definicji można wywieść kilka trywialnych, choć ważnych obserwacji. Warunek łączności oznacza, że kolejność obliczania (nawiasowanie elementów) nie ma wpływu na ostateczny wynik; dzięki temu zapis {\displaystyle a\circ b\circ c} ma sens i może jednoznacznie wskazywać element {\displaystyle (a\circ b)\circ c=a\circ (b\circ c)}. Postulat istnienia elementu neutralnego oznacza, że nośnik grupy nie może być zbiorem pustym.
W definicji nie zapewnia się nic ponad istnienie (co najmniej jednego) prawostronnego elementu neutralnego, który służy zagwarantowaniu istnienia (co najmniej jednego) prawostronnego elementu odwrotnego do danego. Mimo to wynika z niej, że grupa {\displaystyle (G,\circ )} ma jeden i tylko jeden prawostronny element neutralny, który równocześnie jest jednoznacznie wyznaczonym lewostronnym elementem neutralnym; w związku z tym mówi się po prostu o elemencie neutralnym grupy. Podobnie dowolny {\displaystyle a\in G} ma jednoznacznie wyznaczony prawostronny element odwrotny, który jest jednoznacznie wyznaczonym lewostronnym elementem odwrotnym do {\displaystyle a;} dlatego nazywa się go elementem odwrotnym do {\displaystyle a} i wprowadza dla niego oznaczenie {\displaystyle a^{-1}.}
W świetle tych obserwacji przyjmuje się często definicje:
- Element neutralny*: istnieje jednoznacznie wyznaczony element {\displaystyle e} w zbiorze {\displaystyle G} spełniający dla dowolnego elementu {\displaystyle a} z tego zbioru warunek {\displaystyle a\circ e=e\circ a=a.}
- Odwracalność*: dla każdego {\displaystyle a\in G} musi istnieć jednoznacznie wyznaczony {\displaystyle x\in G,} dla których {\displaystyle a\circ x=x\circ a=e.}

Ich przyjęcie zwalnia z dowodzenia wyżej przedstawionych własności, jednak podejście to wymaga sprawdzenia dużo większej liczby warunków zawartych w definicji; uzasadnia to też definiowanie grupy jako uporządkowanej czwórki {\displaystyle (G,\circ ,\cdot ^{-1},e),} której trzeci element oznacza (jednoargumentowe) działanie odwracania, a czwarty – (wyróżniony) element neutralny.
W definicji można zastąpić istnienie prawostronnych elementów neutralnych i odwrotnych na lewostronne, nie zmieniając jej sensu; okazuje się jednak, że zmiana musi dotyczyć obu rodzajów elementów jednocześnie: istnienie prawostronnego elementu neutralnego i lewostronnych elementów odwrotnych nie zawsze zapewnia istnienie struktury grupy w zbiorze (por. Przykłady), podobnie dotyczy to lewostronnego elementu neutralnego i prawostronnych elementów odwrotnych.
Przytoczona definicja nie jest jedyną, która wprowadza w zbiorze strukturę grupy. Poza istnieniem łącznego działania dwuargumentowego {\displaystyle \circ } można założyć dla każdego {\displaystyle a\in G} istnienie elementu {\displaystyle a^{-1}\in G} spełniającego warunek {\displaystyle a^{-1}\circ (a\circ b)=b=(b\circ a)\circ a^{-1}} dla dowolnych {\displaystyle a,b\in G}; inną możliwością jest wprowadzenie obok działania {\displaystyle \circ } dwóch innych działań dwuargumentowych: {\displaystyle a\backslash b} oraz {\displaystyle a/b}, które dla dowolnych {\displaystyle a,b\in G} spełniają {\displaystyle a\circ (b\backslash a)=(b/a)\circ a=(a\circ b)\backslash a=(b\circ a)/a=b}.
Grupę {\displaystyle (G,\circ )} spełniającą piąty aksjomat:
- Przemienność: dla dowolnych elementów {\displaystyle a,b} zbioru {\displaystyle G} spełniona jest równość {\displaystyle a\circ b=b\circ a;}

nazywa się grupą przemienną (lub abelową); powyższy warunek dotyczy, ściśle rzecz ujmując, działania dwuargumentowego określonego na {\displaystyle G,} które nazywa się przemiennym – grupa przemienna jest więc grupą z działaniem przemiennym. Warunek przemienności jest na tyle silny, iż umożliwił rozwój teorii grup przemiennych w oderwaniu od ogólnej teorii grup jako dość samodzielnego działu matematyki.

## Konwencje zapisu
Badanie grupy polega na dociekaniu, w jaki sposób {\displaystyle a\circ b} zależy od elementów {\displaystyle a} oraz {\displaystyle b,} nie zaś od nazwy, czy znaku samego działania. Mając to na uwadze, przyjęło się pomijać znak działania, zastępując go zestawieniem: zamiast {\displaystyle a\circ b} pisze się {\displaystyle ab} (czasami {\displaystyle a\cdot b}). Samo działanie nazywa się mnożeniem, rozumianym w związku z tym w szerokim sensie. Może ono oznaczać mnożenie liczb, ale też złożenie odwzorowań, branie różnic symetrycznych zbiorów, czy też jakąkolwiek inną bardziej wymyślną definicję (por. Przykłady). Mówi się wtedy, że w grupie używa się zapisu multiplikatywnego bądź że jest ona grupą multiplikatywną. Dlatego też, mówi się też o iloczynie {\displaystyle ab} elementów {\displaystyle a} oraz {\displaystyle b.} Ponadto element neutralny oznacza się często cyfrą {\displaystyle 1,} przy czym nie musi to być liczba 1: może to być odwzorowanie tożsamościowe, zbiór pusty, czy obiekt innego rodzaju. Nie stosuje się jednak zapisu {\displaystyle {\tfrac {1}{a}}} zamiast {\displaystyle a^{-1}} dla elementu odwrotnego do {\displaystyle a.} Opisany sposób zapisu będzie wykorzystywany w dalszej części artykułu (zachowane zostanie oznaczenie {\displaystyle e} dla elementu neutralnego).
Obok zapisu multiplikatywnego stosuje się również zapis addytywny, w szczególności, gdy grupa jest przemienna. Działanie oznacza się w nim znakiem „+” i nazywa dodawaniem, rozumianym – podobnie jak mnożenie – w szerokim sensie. Element {\displaystyle a+b} nazywa się sumą elementów {\displaystyle a} oraz {\displaystyle b.} W grupie addytywnej element neutralny oznacza się cyfrą {\displaystyle 0,} przy czym znowu nie musi on oznaczać liczby 0. Ponadto element odwrotny do {\displaystyle a} zapisuje się {\displaystyle -a} i nazywa elementem przeciwnym do {\displaystyle a.}
Zwyczajowo grupą nazywa się nie parę grupa–działanie, a sam nośnik – zbiór {\displaystyle G} – o ile nie prowadzi to do niejasności: jak wspomniano wcześniej, na zbiorze można często określić wiele grup; w takim przypadku sformułowania „grupa addytywna” i „grupa multiplikatywna” służą wyróżnieniu jednej z nich.

## Własności
Niech {\displaystyle G} będzie grupą i {\displaystyle a,b,c\in G.} Wówczas:
- istnieje jeden i tylko jeden {\displaystyle x\in G,} dla którego {\displaystyle ax=b} oraz jeden i tylko jeden {\displaystyle y\in G,} dla którego {\displaystyle ya=b}[p][q];
- obowiązują prawa skracania: jeżeli {\displaystyle ab=ac,} to {\displaystyle b=c} (skracanie lewostronne) oraz: jeżeli {\displaystyle ba=ca,} to {\displaystyle b=c} (skracanie prawostronne)[r][s];
- zachodzi {\displaystyle \left(a^{-1}\right)^{-1}=a}[t][u] oraz {\displaystyle (ab)^{-1}=b^{-1}a^{-1}}[v][w].

W definicji grupy określa się iloczyn dwóch elementów; wcześniej wprowadzony został jednoznaczny iloczyn trzech elementów; podobnie można wprowadzić iloczyn czterech elementów. W celu uproszczenia notacji w podobny sposób wprowadza się ogólny iloczyn {\displaystyle n} elementów {\displaystyle a_{1},\dots ,a_{n}} grupy {\displaystyle G} {\displaystyle (n>2)} definiowany poprzez {\displaystyle n-1}-krotny iloczyn dwóch elementów; nawiasy można wstawić na wiele sposobów, jednak dzięki łączności wszystkie one dają ten sam wynik: {\displaystyle a_{1}\dots a_{n}} równy {\displaystyle a_{1}(a_{2}\dots a_{n})=(a_{1}a_{2})(a_{3}\dots a_{n})=\ldots =(a_{1}\dots a_{n-1})a_{n}.} Jeśli {\displaystyle a_{1},\dots ,a_{n}} {\displaystyle (n\in \mathbb {N} )} są wszystkie równe {\displaystyle a\in G,} to pisze się {\displaystyle a^{n};} w szczególności {\displaystyle a^{1}=a,} a przy tym {\displaystyle a^{n}=a^{n-1}a=aa^{n-1}.} Tę obserwację można wyrazić więc w postaci {\displaystyle a^{m}a^{n}=a^{m+n}} (dla {\displaystyle a\in G} i {\displaystyle m,n\in \mathbb {N} }); ponadto {\displaystyle \left(a^{m}\right)^{n}=a^{mn}} {\displaystyle (a\in G;\,m,n\in \mathbb {N} )}.
Własności te rozszerza się na wykładniki całkowite; przyjmuje się, że {\displaystyle a^{0}=e} (element neutralny) oraz {\displaystyle a^{-m}=\left(a^{m}\right)^{-1}} (element odwrotny do {\displaystyle a^{m}}) dla {\displaystyle a\in G} oraz {\displaystyle m\in \mathbb {N} .} Ze względu na to, dla wszystkich {\displaystyle a\in G} oraz {\displaystyle m,n\in \mathbb {Z} {:}}
- zachodzi równość {\displaystyle a^{m}a^{n}=a^{m+n}}[ad],
- prawdą jest {\displaystyle \left(a^{-1}\right)^{m}=a^{-m}}[ae],
- obowiązuje tożsamość {\displaystyle \left(a^{m}\right)^{n}=a^{mn}}[af].

Dodatkowo dla {\displaystyle a_{1},a_{2},\dots ,a_{n}\in G} zachodzi {\displaystyle \left(a_{1}a_{2}\dots a_{n}\right)^{-1}=a_{n}^{-1}\dots a_{2}^{-1}a_{1}^{-1}}; obserwacja ta dowodzi też {\displaystyle \left(a^{-1}\right)^{m}=\left(a^{m}\right)^{-1}.} Jeżeli {\displaystyle a,b\in G} są elementami, dla których {\displaystyle ab=ba,} to {\displaystyle ab^{n}=b^{n}a}, a stąd {\displaystyle a^{m}b^{n}=b^{n}a^{m}} dla wszystkich {\displaystyle m,n\in \mathbb {Z} }. Jeśli {\displaystyle a^{2}=e} dla dowolnego {\displaystyle a\in G,} to grupa {\displaystyle G} jest przemienna.
W przypadku grup addytywnych zamiast {\displaystyle a^{n}} pisze się {\displaystyle na} dla {\displaystyle n\in \mathbb {N} } i definiuje {\displaystyle 0a=e} oraz {\displaystyle (-m)a=-(ma)} dla {\displaystyle m\in \mathbb {Z} .} Określa to {\displaystyle na} dla {\displaystyle a\in G} oraz {\displaystyle n\in \mathbb {Z} .} Poprzednie obserwacje zapisuje się wtedy odpowiednio: {\displaystyle ma+na=(m+n)a,} {\displaystyle (-m)a=m(-a)} oraz {\displaystyle n(ma)=(nm)a,} ponadto {\displaystyle n(a+b)=na+nb} ({\displaystyle a,b\in G,\,m,n\in \mathbb {Z} ;} w ostatniej tożsamości istotne jest założenie przemienności grupy).

## Przykłady
Przykład I
Niech dla dowolnych elementów {\displaystyle (a,b)} oraz {\displaystyle (c,d)} zbioru {\displaystyle \mathbb {Z} \times \mathbb {Z} } będzie {\displaystyle (a,b)\diamondsuit (c,d)=(a,b+d);} czy {\displaystyle (\mathbb {Z} \times \mathbb {Z} ,\diamondsuit )} jest grupą?
- Wewnętrzność: {\displaystyle \diamondsuit } jest działaniem wewnętrznym w {\displaystyle \mathbb {Z} ,} ponieważ {\displaystyle a\in \mathbb {Z} } i {\displaystyle b+d\in \mathbb {Z} ,} o ile {\displaystyle a,b,c,d\in \mathbb {Z} ,} tzn. {\displaystyle \mathbb {Z} \times \mathbb {Z} } jest zamknięty ze względu na {\displaystyle \diamondsuit .}
- Łączność: czy dla dowolnych {\displaystyle (a,b),\,(c,d),\,(g,h)\in \mathbb {Z} \times \mathbb {Z} } zachodzi {\displaystyle [(a,b)\diamondsuit (c,d)]\diamondsuit (g,h)=(a,b)\diamondsuit [(c,d)\diamondsuit (g,h)]}? Ponieważ {\displaystyle (a,b+d)\diamondsuit (g,h)=(a,b)\diamondsuit (c,d+h),} czyli {\displaystyle (a,(b+d)+h)=(a,b+(d+h)),} to działanie {\displaystyle \diamondsuit } jest łączne, gdyż działanie {\displaystyle +} jest łączne w {\displaystyle \mathbb {Z} .}
- Element neutralny: czy istnieje w {\displaystyle \mathbb {Z} \times \mathbb {Z} } element, niech to będzie {\displaystyle (a_{0},b_{0}),} dla którego {\displaystyle (a,b)\diamondsuit (a_{0},b_{0})=(a,b)} dla wszystkich {\displaystyle (a,b)\in \mathbb {Z} \times \mathbb {Z} }? Jest to prawdą, o ile {\displaystyle (a,b+b_{0})=(a,b),} co jest równoważne {\displaystyle b_{0}=0;} przy tym brak jakiegokolwiek warunku na {\displaystyle a_{0}.} Przykładowo {\displaystyle (0,0)} oraz {\displaystyle (1,0)} są prawostronnymi elementami neutralnymi; w rzeczywistości dowolny element {\displaystyle (n,0)\in \mathbb {Z} \times \mathbb {Z} } jest prawostronnym elementem neutralnym.

Ponieważ grupa ma jeden i tylko jeden prawostronny element neutralny, to {\displaystyle \mathbb {Z} \times \mathbb {Z} } nie jest grupą ze względu na {\displaystyle \diamondsuit .} Z drugiej strony, przykładowo względem {\displaystyle (0,0)} (w zasadzie względem dowolnego prawostronnego elementu neutralnego), każdy element {\displaystyle (a,b)\in \mathbb {Z} \times \mathbb {Z} } ma lewostronny element odwrotny {\displaystyle (0,-b){:}} {\displaystyle (0,-b)\diamondsuit (a,b)=(0,-b+b)=(0,0)} (względem {\displaystyle (n,0)} lewostronnym elementem odwrotnym do {\displaystyle (a,b)} jest {\displaystyle (n,-b)}).
W ten sposób {\displaystyle (\mathbb {Z} \times \mathbb {Z} ,\diamondsuit )} jest strukturą, w której istnieje prawostronny element neutralny oraz lewostronne elementy odwrotne względem każdego elementu, mimo to nie jest grupą (zob. Charakteryzacje).
Przykład II
Dla dowolnych dwóch elementów {\displaystyle a,b\in \mathbb {Q} \setminus \{1\}} niech {\displaystyle a\circ b=ab-a-b+2;} czy {\displaystyle \mathbb {Q} \setminus \{1\}} jest grupą ze względu na {\displaystyle \circ }?
- Wewnętrzność: sprawdzenie, że dla dowolnych {\displaystyle a,b\in \mathbb {Q} \setminus \{1\}} zachodzi {\displaystyle a\circ b=ab-a-b+2\in \mathbb {Q} } nie wystarcza – należy również wykazać, że {\displaystyle a\circ b\neq 1.} Niech {\displaystyle a,b\in \mathbb {Q} ,} {\displaystyle a\neq 1\neq b;} zakładając {\displaystyle a\circ b=1} wykazana zostanie sprzeczność. Otóż jeśli {\displaystyle a\circ b=1,} to {\displaystyle ab-a-b+2=1,} czyli {\displaystyle ab-a-b+1=0,} a więc {\displaystyle (a-1)(b-1)=0,} co oznacza, że {\displaystyle a=1} lub {\displaystyle b=1,} sprzeczność. Zatem {\displaystyle a\circ b\in \mathbb {Q} \setminus \{1\},} czyli {\displaystyle \circ } jest działaniem wewnętrznym w {\displaystyle \mathbb {Q} \setminus \{1\}.}
- Łączność: czy dla dowolnych {\displaystyle a,b,c\in \mathbb {Q} \setminus \{1\}} jest {\displaystyle (a\circ b)\circ c=a\circ (b\circ c)}? Rozpisując obie strony równania, otrzymuje się kolejno: {\displaystyle (ab-a-b+2)\circ c=a\circ (bc-b-c+2),} następnie {\displaystyle (ab-a-b+2)c-(ab-a-b+2)-c+2=a(bc-b-c+2)-a-(bc-b-c+2)+2} oraz {\displaystyle abc-ac-bc+2c-ab+a+b-2-c+2=abc-ab-ac+2a-a-bc+b+c-2+2,} co oznacza, że {\displaystyle \circ } jest łączne.
- Element neutralny: szukany jest element {\displaystyle e\in \mathbb {Q} \setminus \{1\},} który dla dowolnego {\displaystyle a\in \mathbb {Q} \setminus \{1\}} spełnia {\displaystyle a\circ e=a.} Zakładając, że taki element {\displaystyle e} istnieje, otrzymuje się {\displaystyle ae-a-e+2=a,} skąd {\displaystyle ae-e=2a-2,} czyli {\displaystyle (a-1)e=2(a-1),} a więc {\displaystyle e=2} (ponieważ {\displaystyle a-1\neq 0}). Nie dowodzi to jeszcze, że {\displaystyle 2\in \mathbb {Q} \setminus \{1\}} jest prawostronnym elementem neutralnym; poprzednie rozumowanie przekonuje jedynie, że prawostronny element neutralny, o ile istnieje, musi być równy {\displaystyle 2.} Aby przekonać się, że {\displaystyle 2} istotnie jest prawostronnym elementem neutralnym należy zauważyć, że {\displaystyle a\circ 2=a2-a-2+2=2a-a=a} dla każdego {\displaystyle a\in \mathbb {Q} \setminus \{1\};} ponieważ {\displaystyle 2\in \mathbb {Q} \setminus \{1\},} to istotnie jest to prawostronny element neutralny w {\displaystyle \mathbb {Q} \setminus \{1\}.}
- Element odwrotny: dla każdego {\displaystyle a\in \mathbb {Q} \setminus \{1\}} należy znaleźć {\displaystyle x\in \mathbb {Q} \setminus \{1\}} spełniający {\displaystyle a\circ x=2;} daje to {\displaystyle ax-a-x+2=2,} czyli {\displaystyle ax-a-x+1=1,} tj. {\displaystyle (a-1)(x-1)=1,} skąd {\displaystyle x-1=1/(a-1),} tzn. {\displaystyle x=a/(a-1),} co ma sens, gdyż {\displaystyle a-1\neq 0.} Nie oznacza to, że {\displaystyle a/(a-1)} jest prawostronnym elementem odwrotnym do {\displaystyle a\in \mathbb {Q} \setminus \{1\},} a jedynie to, że o ile taki element istnieje, musi mieć podaną wartość. Dlatego należy wykazać, że {\displaystyle a\circ a/(a-1)=2} dla każdego {\displaystyle a\in \mathbb {Q} \setminus \{1\}} oraz że {\displaystyle a/(a-1)\in \mathbb {Q} \setminus \{1\}.} Otóż {\displaystyle a\circ a/(a-1)=a(a/(a-1))-a-(a/(a-1))+2=(a-1)(a/(a-1))-a+2=2,} a ponadto {\displaystyle a\circ a/(a-1)\neq 1,} gdyż {\displaystyle a/(a-1)\in \mathbb {Q} } oraz {\displaystyle a/(a-1)=1} oznaczałyby, że {\displaystyle a=a-1,} czyli {\displaystyle 0=1,} dawałoby sprzeczność.

Ponieważ spełnione są wszystkie aksjomaty grupy, to {\displaystyle \mathbb {Q} \setminus \{1\}} tworzy grupę z określonym wyżej działaniem {\displaystyle \circ .}
Przykład III
Czy definiując na {\displaystyle \mathbb {Z} } działanie {\displaystyle *} dane wzorem {\displaystyle a*b=a+b+2} dla wszystkich {\displaystyle a,b\in \mathbb {Z} ,} otrzymuje się grupę {\displaystyle (\mathbb {Z} ,*)}?
- Wewnętrzność: dla dowolnych {\displaystyle a,b\in \mathbb {Z} } element {\displaystyle a*b=a+b+2} jest liczbą całkowitą, zatem {\displaystyle \mathbb {Z} } jest zamknięty ze względu na {\displaystyle *.}
- Łączność: dla wszystkich {\displaystyle a,b,c\in \mathbb {Z} } ma być spełnione {\displaystyle (a*b)*c=a*(b*c);} istotnie {\displaystyle (a*b)*c=(a+b+2)*c=(a+b+2)+c+2=a+(b+c+2)+2=a+(b*c)+2=a*(b*c),} czyli {\displaystyle *} jest łączne.
- Element neutralny: czy istnieje {\displaystyle e\in \mathbb {Z} ,} dla której {\displaystyle a*e=a} dla każdego {\displaystyle a\in \mathbb {Z} }? Równość daje {\displaystyle a+e+2=a,} czyli {\displaystyle e=-2.} Liczba {\displaystyle -2} istotnie jest prawostronnym elementem neutralnym, gdyż {\displaystyle a*-2=a+(-2)+2=a} dla każdego {\displaystyle a\in \mathbb {Z} .}
- Element odwrotny: czy liczba całkowita {\displaystyle a} ma prawostronny element odwrotny w {\displaystyle \mathbb {Z} }? Warunek {\displaystyle a*x=-2} daje {\displaystyle a+x+2=-2,} tj. {\displaystyle x=-4-a\in \mathbb {Z} .} Liczba {\displaystyle -4-a} rzeczywiście jest prawostronnym elementem odwrotnym do {\displaystyle a,} ponieważ {\displaystyle a*(-4-a)=a+(-4-a)+2=-2.}

W rzeczy samej, zbiór {\displaystyle \mathbb {Z} } jest grupą względem działania {\displaystyle *.}
Przykład IV
Niech {\displaystyle A} oznacza niepusty zbiór, a {\displaystyle {\mathcal {P}}(A)} oznacza zbiór wszystkich podzbiorów {\displaystyle A.} Zbiór {\displaystyle {\mathcal {P}}(A)} tworzy grupę z działaniem różnicy symetrycznej {\displaystyle \triangle ,} ponieważ spełnione są aksjomaty grupy:
- Wewnętrzność: dla dowolnych {\displaystyle S,T\in {\mathcal {P}}(A)} zbiór {\displaystyle S\triangle T} jest podzbiorem {\displaystyle A,} czyli {\displaystyle S\triangle T\in {\mathcal {P}}(A),} a więc {\displaystyle {\mathcal {P}}(A)} jest zamknięty ze względu na {\displaystyle \triangle .}
- Łączność: {\displaystyle \triangle } jest łączne.
- Element neutralny: podzbiór pusty {\displaystyle \varnothing } jest prawostronnym elementem neutralnym.
- Element odwrotny: każdy element ma {\displaystyle S\in {\mathcal {P}}(A)} ma prawostronny element odwrotny, mianowicie samego siebie, ponieważ {\displaystyle S\triangle S=\varnothing } dla dowolnego {\displaystyle S\in {\mathcal {P}}(A).}

Najprostszą, a zarazem najmniejszą grupą jest grupa trywialna złożona z jednego elementu. Dalsze przykłady obejmują grupę przekształceń ustalonego zbioru (ostatni przykład w Motywacja); grupę euklidesową, czyli grupę izometrii ustalonej przestrzeni euklidesowej; grupę symetrii danej figury przestrzeni euklidesowej, czyli grupę izometrii własnych tej figury (tzn. izometrii odwzorowujących figurę na siebie); grupę diedralną, tzn. grupę symetrii wybranego wielokąta foremnego (wszystkie z działaniem składania przekształceń). Ze względu na możliwość reprezentacji elementów grupy jako macierzy, ważnym przykładem są różnorodne grupy macierzy (odwracalnych z działaniem ich mnożenia, np. wygodna reprezentacja macierzowa grupy kwaternionów).

## Pojęcia
Struktura
Wśród podanych wyżej przykładów grup niektóre z nich mają nośnik będący zbiorem skończonym, inne – zbiorem nieskończonym. Liczbę elementów grupy {\displaystyle G,} a dokładniej jego moc zbioru {\displaystyle G,} nazywa się rzędem tej grupy i oznacza symbolem {\displaystyle |G|.} Jeżeli {\displaystyle |G|} jest skończony, to grupę {\displaystyle G} również nazywa się skończoną, jeśli {\displaystyle |G|} jest nieskończony, to mówi się, że grupa {\displaystyle G} jest nieskończona. Niekiedy rozróżnia się różne rodzaje nieskończoności, ale często przyjmuje się, że jeśli rząd grupy {\displaystyle G} jest nieskończony, to pisze się {\displaystyle |G|=\infty ,} gdzie symbol {\displaystyle \infty } reprezentuje wszystkie typy nieskończoności.
Grupa jako zbiór (z określonym na nim działaniem dwuargumentowym spełniającym pewne własności) ma podzbiory; spośród wszystkich podzbiorów bardziej interesujące są te podzbiory, które odzwierciedlają strukturę algebraiczną grupy, gdyż pomagają zrozumieć jej budowę. Wyróżnione miejsce zajmują pośród nich te, które same są grupami (ze względu na to samo działanie): nazywa się je podgrupami danej grupy. Wśród innych podzbiorów grupy istotne miejsce zajmują warstwy względem określonej podgrupy, które stanowią rozbicie nośnika na rozłączne podzbiory; liczbę warstw względem wybranej podgrupy nazywa się indeksem tej podgrupy w grupie (podobnie jak w przypadku rzędu można rozróżniać rodzaje nieskończoności, jednak częstokroć się tego nie czyni). Ponieważ warstwy danej grupy względem jej ustalonej podgrupy są równoliczne, to rząd grupy jest równy iloczynowi rzędu podgrupy oraz indeksu podgrupy w grupie; w szczególności jeśli grupa jest skończona, to rząd podgrupy jest dzielnikiem rzędu grupy – ta ważna obserwacja nazywana jest twierdzeniem Lagrange’a.
Dla grupy {\displaystyle G} oraz {\displaystyle a\in G} zbiór {\displaystyle \langle a\rangle =\{a^{n}\in G\colon n\in \mathbb {Z} \}} wszystkich potęg całkowitych elementu {\displaystyle a} jest niepusty, a ponadto tworzy podgrupę w {\displaystyle G} – nazywa się go podgrupą cykliczną grupy {\displaystyle G} generowaną przez element {\displaystyle a.} Gdy {\displaystyle \langle a\rangle =G,} to {\displaystyle G} nazywa się grupą cykliczną, a element {\displaystyle a} nazywa się generatorem tej grupy. Rząd {\displaystyle |\langle a\rangle |} tej podgrupy nazywa się rzędem elementu {\displaystyle a} i oznacza {\displaystyle \mathrm {ord} (a)} (jak wyżej, zwykło się przyjmować, że wartość ta jest liczbą naturalną albo nieskończonością). Jeżeli {\displaystyle G} jest skończona, to każdy element {\displaystyle a\in G} ma skończony rząd, a dokładnie {\displaystyle \mathrm {ord} (a)\ |\ |G|} na mocy twierdzenia Lagrange’a; w grupach nieskończonych mogą istnieć tak elementy rzędu skończonego, jak i nieskończonego. Definicję generowania podgrupy przez element rozszerza się na zbiory elementów: jeżeli {\displaystyle X\subseteq G,} to {\displaystyle \langle X\rangle =\{x_{1}^{m_{1}}\dots x_{k}^{m_{k}}\in G\colon k\in \mathbb {N} ,\,x_{i}\in X,\,m_{i}\in \mathbb {Z} \;\mathrm {dla} \;i=1,\dots ,k\}} nazywa się podgrupą generowaną przez {\displaystyle X} i składa się ze wszystkich skończonych iloczynów elementów w {\displaystyle X} oraz ich odwrotności (przyjmuje się, że {\displaystyle \langle \varnothing \rangle } jest trywialna; ponadto {\displaystyle \langle \{a\}\rangle =\langle a\rangle ,} a {\displaystyle \langle \{x_{1},\dots ,x_{n}\}\rangle } oznacza się {\displaystyle \langle x_{1},\dots ,x_{n}\rangle }); jeżeli {\displaystyle X\subseteq G} oraz {\displaystyle \langle X\rangle =G,} to {\displaystyle X} nazywa się zbiorem generatorów grupy {\displaystyle G,} a o grupie {\displaystyle G} mówi się, że jest generowana przez {\displaystyle X;} jeśli grupa {\displaystyle G} ma skończony zbiór generatorów, to nazywa się ją skończenie generowaną.
Przekształcenia
Zbiór warstw względem podgrupy szczególnego rodzaju, tzw. podgrupy normalnej, można wyposażyć w naturalnie określone działanie, względem którego będzie on tworzyć grupę nazywaną grupą ilorazową (danej grupy przez wspomnianą podgrupę normalną). Oprócz tego, że mogą one służyć do tworzenia kolejnych, mniejszych grup (zachowując przy tym własności grupy wyjściowej, np. przemienność, czy cykliczność) umożliwiają one wniknięcie w budowę grupy za pomocą homomorfizmów grup, tzn. przekształceń zachowujących strukturę algebraiczną grup; centralną rolę pełni tu twierdzenie o izomorfizmie (wraz z nieco ogólniejszym twierdzeniem o homomorfizmie). Podgrupy mogą być wkomponowane w grupę we względnie prosty bądź w dość złożony sposób, przedstawiając grupę w postaci iloczynów jej podgrup: ogólnego, półprostego, czy prostego (można je opisać za pomocą tzw. iloczynu kompleksowego). Ogólnie wszystkie wspomniane pojęcia, przede wszystkim grupy ilorazowe i podgrupy, można wykorzystać do opisu grupy za pomocą jej prezentacji: dowolna grupa jest ilorazem grupy wolnej nad zbiorem generatorów danej grupy przez podgrupę relacji spełnianych w tej grupie.
Automorfizmy grupy to przekształcenia, które można uważać za uogólnienie izometrii własnych figur geometrycznych (por. Przykłady). Można wyróżnić wśród nich klasę automorfizmów nazywanych wewnętrznymi, które wyznaczane są przez relację sprzężenia elementów (elementy sprzężone mają te same własności, np. ten sam rząd). Dwie podgrupy są sprzężone (jedna względem drugiej, wzajemnie), gdy jedna jest obrazem drugiej w pewnym automorfizmie wewnętrznym. Interpretując elementy sprzężone jako „takie same” można pokusić się o rozumienie automorfizmów wewnętrznych jako „zachowujących wygląd”, wtedy podgrupy sprzężone można rozumieć jako podgrupy „wyglądające tak samo”. Podgrupy „o unikatowym wyglądzie, jedyne w swoim rodzaju”, to podgrupy normalne (albo samosprzężone): takie, które wszystkie automorfizmy wewnętrzne przekształcają w siebie. Automorfizmy grupy {\displaystyle G} tworzą grupę {\displaystyle \mathrm {Aut} (G)} ze względu na składanie przekształceń, a automorfizmy wewnętrzne grupy {\displaystyle G} tworzą podgrupę (normalną) {\displaystyle \mathrm {Inn} (G)} we wspomnianej grupie automorfizmów (wśród wszystkich „symetrii” danej grupy przekształcenia „zachowujące wygląd” podgrup są „jedyne w swoim rodzaju”).
Centrum grupy {\displaystyle G} to podgrupa (normalna) {\displaystyle \mathrm {Z} (G)} elementów przemiennych z dowolnym elementem grupy {\displaystyle G,} jej rozmiar mówi więc o stopniu przemienności grupy; związek między centrum a automorfizmami wewnętrznymi ustala grupa ilorazowa {\displaystyle G} przez {\displaystyle \mathrm {Z} (G),} która ma tę samą strukturę, co grupa {\displaystyle \mathrm {Inn} (G).} Innym pojęciem służącym określeniu stopnia przemienności, czy też raczej nieprzemienności, grupy jest komutator dwóch elementów; podgrupa generowana przez wszystkie komutatory, nazywana pochodną grupy (lub jej komutantem), jest trywialna, gdy grupa jest przemienna. Podgrupa ta umożliwia wskazanie przemiennych grup ilorazowych: są nimi te grupy ilorazowe, których pochodna zawiera się w podgrupie normalnej będącej dzielnikiem; pozostałe grupy ilorazowe są nieprzemienne. Podgrupa charakterystyczna (będąca przypadkiem szczególnym podgrupy normalnej) to podgrupa, która „wygląda symetrycznie” (strukturę pierwszych zachowują wszystkie automorfizmy grupy, podczas gdy drugich jedynie szczególna ich część – tylko wewnętrzne). Przykładami są m.in. wspomniane centrum, czy pochodna grupy.
Działanie
W sekcji Przykłady zasygnalizowano istnienie grup funkcji, np. grupy przekształceń {\displaystyle \mathrm {S} _{X}} danego zbioru {\displaystyle X,} grupy izometrii przestrzeni euklidesowej, wyżej wspomniano również o grupie {\displaystyle \mathrm {Aut} (G)} funkcji zachowujących mnożenie w {\displaystyle G.} Ogólnie, jeśli {\displaystyle X} jest zbiorem z określoną na nim pewną strukturą (algebraiczną, geometryczną, analityczną, topologiczną, czy inną), odwzorowania określone na {\displaystyle X,} które zachowują tę strukturę, tworzą grupę. Działanie grupy na zbiorze pozwala na uchwycenie funkcyjnego charakteru elementów grupy, który mogą one przejawiać; o elementach grupy {\displaystyle G} można myśleć właśnie jako o funkcjach określonych na zbiorze {\displaystyle X.} W gruncie rzeczy dowolne działanie grupy na zbiorze {\displaystyle X} można rozumieć jako homomorfizm grupy {\displaystyle G} w grupę {\displaystyle \mathrm {S} _{X}} (tzw. reprezentacja permutacyjna grupy {\displaystyle G}). Wykorzystując pojęcie działania grupy na zbiorze, można w czytelny sposób uzasadnić twierdzenie Cayleya: grupa {\displaystyle G} ma tę samą strukturę, co pewna podgrupa przekształceń (wzajemnie jednoznacznych) zbioru {\displaystyle G.} Wiele informacji o grupie można pozyskać, rozważając działanie grupy {\displaystyle G} na zbiorze {\displaystyle G} poprzez sprzężenia (zob. klasa sprzężoności).
Rozkłady
Proste odwrócenie twierdzenia Lagrange’a jest fałszywe: jeśli {\displaystyle k} jest dzielnikiem rzędu {\displaystyle |G|} grupy skończonej {\displaystyle G,} to {\displaystyle G} nie musi mieć podgrupy rzędu {\displaystyle k;} nałożenie dodatkowego warunku na {\displaystyle k,} by było potęgą liczby pierwszej (grupy o rzędzie wyrażającym się potęgą liczby pierwszej to tzw. grupy pierwsze) i było względnie pierwsze z {\displaystyle |G|/k} sprawia, że teza twierdzenia staje się prawdziwa – jest to pierwsze z trzech twierdzeń Sylowa. Wspomniana podgrupa (pierwsza) rzędu {\displaystyle k} nazywana jest podgrupą Sylowa; drugie twierdzenie Sylowa mówi, że podgrupy Sylowa są sprzężone; trzecie opisuje liczbę możliwych podgrup Sylowa.
Grupy zawierające podgrupy normalne można rozłożyć na iloraz oraz wspomnianą podgrupę normalną. Nietrywialną grupę nazywa się prostą, jeżeli nie ma ona nietrywialnych, właściwych podgrup normalnych – definicja ta przywodzi na myśl liczby pierwsze: podobnie jak liczby pierwsze są „budulcem” liczb całkowitych, tak grupy proste są „budulcem” pewnego rodzaju grup; analogii tej nie należy jednak posuwać zbyt daleko, gdyż różne grupy mogą składać się z tych samych elementów składowych – problem konstrukcji grupy znany jako problem rozszerzenia nadal oczekuje na rozwiązanie. Proste grupy przemienne to dokładnie grupy cykliczne o rzędzie będącym liczbą pierwszą (zob. klasyfikacja skończonych grup przemiennych); innym przykładem są grupy alternujące (grupa permutacji parzystych z działaniem ich składania) stopnia piątego i wyższych.
Jeżeli {\displaystyle H} jest podgrupą w {\displaystyle G,} to skończony ciąg podgrup w {\displaystyle G} (zawierający {\displaystyle H} oraz {\displaystyle G}) nazywa się ciągiem (podnormalnym) od {\displaystyle H} do {\displaystyle G,} gdy każda podgrupa ciągu jest podgrupą normalną kolejnej. Elementy ciągu nazywa się jego wyrazami, a grupy ilorazowe kolejnych wyrazów – jego ilorazami (lub faktorami); ciąg od podgrupy trywialnej do {\displaystyle G} nazywa się krótko ciągiem {\displaystyle G.} Jeśli każdy wyraz ciągu jest normalny/charakterystyczny w {\displaystyle G,} to cały ciąg nazywa się normalnym/charakterystycznym; gdy ciąg nie zawiera powtórzeń (zawieranie właściwe podgrup), to ciąg nazywa się właściwym. Ciąg (2) od {\displaystyle H} do {\displaystyle G} nazywa się zagęszczeniem ciągu (1) od {\displaystyle H} do {\displaystyle G,} jeżeli każdy wyraz (1) jest również wyrazem (2); zagęszczenie ciągu (1) można więc uzyskać poprzez wstawienie dodatkowych grup – niekoniecznie różnych od wyrazów ciągu (1) – między kolejne wyrazy ciągu (1). Gdy jednak (2) jest zagęszczeniem (1) i co najmniej jeden wyraz (2) nie był wyrazem (1), to (2) nazywa się zagęszczeniem właściwym (1). Ciąg {\displaystyle G} nazywa się ciągiem kompozycyjnym, jeśli jest ciągiem właściwym {\displaystyle G} i nie ma zagęszczenia właściwego (ilorazy ciągu kompozycyjnego to ilorazy kompozycyjne); ciąg kompozycyjny grupy {\displaystyle G} można scharakteryzować jako ciąg {\displaystyle G,} w którym wszystkie ilorazy są proste. Dwa ciągi grupy {\displaystyle G} są równoważne, gdy mają tę samą liczbę wyrazów i ilorazy pierwszego ciągu mają, w pewnym porządku, tę samą strukturę co ilorazy drugiego ciągu (a więc niekoniecznie odpowiadające sobie wyrazy ciągów). Twierdzenie Jordana-Höldera mówi, że dowolne dwa ciągi kompozycyjne danej grupy są równoważne (o ile tylko grupa ma ciąg kompozycyjny); w istocie prawdziwe jest dużo mocniejsze twierdzenie Schreiera, które zapewnia, że dowolne dwa ciągi grupy mają równoważne zagęszczenia (wniosek: każdy ciąg właściwy grupy ma zagęszczenie będące ciągiem kompozycyjnym). Przytoczone wyniki są elementem szerszej klasyfikacji skończonych grup prostych.
Ciąg od {\displaystyle H} do {\displaystyle G} nazywa się abelowym, gdy wszystkie ilorazy są abelowe (przemienne). Grupę nazywa się rozwiązalną, jeśli ma ciąg abelowy. Każda grupa przemienna jest rozwiązalna, choć istnieją rozwiązalne grupy nieprzemienne; ponadto podgrupy i grupy ilorazowe grup rozwiązalnych również są rozwiązalne, z drugiej strony jeśli rozwiązalna jest podgrupa normalna i iloraz grupy przez nią, to rozwiązalna jest i sama grupa. Przykładami grup nierozwiązalnych są znowu grupy alternujące stopnia piątego i wyższych, rozwiązalne są z kolei skończone grupy pierwsze. Ogólniej: ponieważ rozwiązalne grupy proste to grupy cykliczne rzędu będącego liczbą pierwszą, to skończone grupy rozwiązalne to grupy, w których każdy iloraz kompozycyjny ma rząd wyrażający się liczbą pierwszą. Wynika stąd, że grupy permutacji stopnia piątego i wyższych również są nierozwiązalne. Obserwacja ta pełni kluczową rolę w dowodzie tego, że równanie wielomianowe stopnia większego niż cztery nie może być rozwiązane za pomocą pierwiastników (tzn. czterech działań arytmetycznych i pierwiastkowania, tj. potęg i pierwiastków o wykładniku/stopniu naturalnym) – jest to tzw. twierdzenie Abela-Ruffiniego.
Zbiór elementów skończonego rzędu grupy przemiennej {\displaystyle G} tworzy podgrupę nazywaną podgrupą torsyjną {\displaystyle \mathrm {T} (G),} iloraz {\displaystyle G} przez {\displaystyle \mathrm {T} (G)} poza elementem neutralnym zawiera wyłącznie elementy nieskończonego rzędu. Ogólnie dowolną grupę {\displaystyle G} nazywa się torsyjną, o ile tylko zawiera wyłącznie elementy skończonego rzędu; grupę, w której każdy element poza neutralnym ma rząd nieskończony nazywa się beztorsyjną (w ten sposób jedyną grupą jednocześnie torsyjną i beztorsyjną jest grupa trywialna; każda grupa skończona jest torsyjna, choć torsyjna jest również nieskończona grupa ilorazowa {\displaystyle \mathbb {Q} } przez {\displaystyle \mathbb {Z} ;} grupy, które nie są ani torsyjne, ani beztorsyjne nazywa się mieszanymi). Twierdzenie klasyfikacyjne są w matematyce bardzo pożądane, lecz niezmiernie rzadkie: nie mniej istnieje wyczerpująca klasyfikacja skończenie generowanych grup przemiennych (twierdzenie Frobeniusa–Stickelbergera). Wystarczy więc zbadać dwie klasy grup przemiennych: torsyjne i beztorsyjne, a następnie znaleźć sposób na skonstruowanie z nich grupy przemiennej. Nie obędzie się jednak bez dodatkowych warunków nałożonych na {\displaystyle G{:}} jeśli przyjąć, że {\displaystyle G} jest skończenie generowana, to {\displaystyle \mathrm {T} (G)} jest skończona. Wtedy badanie skończonych grup przemiennych sprowadza się do badania skończonych, przemiennych grup pierwszych oraz beztorsyjnych grup przemiennych – wykorzystuje się do tego pojęcia niezależności, bazy (niezależnego zbioru generującego grupę, o ile nie zawiera on elementu neutralnego) oraz rangi grupy (jednoznacznie wyznaczonej liczby elementów w bazie). Złączenie części torsyjnej i beztorsyjnej przebiega w najprostszy możliwy sposób: poprzez iloczyn prosty – struktura skończenie generowanej grupy przemiennej {\displaystyle G} wyznaczona jest w zupełności przez zbiór liczb całkowitych w jednoznaczny sposób.

## Podobne struktury
Niech {\displaystyle G} będzie dowolnym zbiorem z określonym na nim działaniem dwuargumentowym {\displaystyle \star .} Istnieje szereg podobnych struktur mających osobne nazwy, które spełniają aksjomaty podobne do aksjomatów grupy; struktura {\displaystyle (G,\star )} jest:
- grupoidem bez dodatkowych założeń,
- półgrupą, gdy działanie {\displaystyle \star } jest łączne,
- monoidem, gdy działanie {\displaystyle \star } półgrupy ma element neutralny[ba],
- quasi-grupą, gdy dla każdego elementu istnieje element do niego odwrotny względem {\displaystyle \star ,}
- pętlą (lupą), gdy działanie {\displaystyle \star } w quasi-grupie ma element neutralny.
- grupą przemienną (abelową), gdy działanie {\displaystyle \star } w grupie jest przemienne.